# Ophionereis olivacea
Ophionereis olivacea is een slangster uit de familie Ophionereididae.
De wetenschappelijke naam van de soort werd in 1900 gepubliceerd door Hubert Lyman Clark.